# Kingdom of Comfort
Kingdom of Comfort is het zevende muziekalbum van de Britse christelijke rockband Delirious?. Het album verscheen in de Verenigde Staten op 1 april 2008 en twee weken later, op 14 april, in het Verenigd Koninkrijk. Van de 15 nummers die de band voor het album opnam werden er uiteindelijk 12 voor Kingdom of Comfort geselecteerd.
Dit was het laatste studioalbum van Delirious?

## Nummers
1. Kingdom Of Comfort - 3:29
2. God Is Smiling - 4:09
3. Give What You've Got - 3:32
4. Love Will Find A Way - 4:29
5. Eagle Rider - 4:11
6. We Give You Praise - 5:13
7. How Sweet The Name - 5:42
8. Wonder - 4:13
9. Break The Silence - 4:12
10. Stare The Monster Down - 3:26
11. All God's Children - 5:51
12. My Soul Sings - 6:59
13. We Give You Praise (Radio Mix) - 4:04